# Filip Akdemir
Filip Akdemir, född 15 januari 2005, är en turkisk/svensk fotbollsspelare som spelar som defensiv och offensiv mittfältare för Lunds BK i Ettan, den tredje högsta divisionen i svensk fotboll.

## Tidiga år och ungdomskarriär
Filip Akdemir gick med i ungdomsakademin hos Lunds BK, där han utvecklades genom olika åldersgrupper. Under sin ungdomskarriär var Akdemir lagkapten för Lunds BK på flera nivåer, inklusive U14, U15, U16, U17 och U19.

## Klubbkarriär

### Lunds BK
Akdemir flyttades upp till A-laget i Lunds BK 2024 efter flera säsonger i ungdomsligorna. Hans prestationer i de svenska ungdomsligorna spelade en avgörande roll för hans uppflyttning.
Under säsongen 2023 gjorde Akdemir sin seniordebut i Ettan Fotboll. År 2024 skrev han sitt första proffskontrakt med Lunds BK, giltigt till slutet av säsongen 2025.
Under 2024 var Akdemir med att hjälpa Lunds BK:s U19-lag att vinna det svenska U19-mästerskapet och utsågs till årets bästa U19-mittfältare.

## Karriärstatistik
Filip Akdemirs prestationsstatistik per säsongen 2024 sammanfattas nedan:
|        | Säsong                    | Matcher Spelade | Mål | Assists |
| 2022   | U17 Allsvenskan           | 23              | 8   | 18      |
| 2023   | U19 Division 1            | 18              | 10  | 22      |
| 2024   | Ettan Södra (Senior Team) | 10              | 1   | 2       |
| Totalt | Totalt                    | 51              | 19  | 42      |